# Bukovčani
Bukovčani falu Horvátországban Pozsega-Szlavónia megyében. Közigazgatásilag Lipikhez tartozik.

## Fekvése
Pozsegától légvonalban 38, közúton 56 km-re nyugatra, községközpontjától légvonalban 4, közúton 5 km-re délkeletre, Nyugat-Szlavóniában a Psunj-hegység erdővel borított lejtőin fekszik. Északról Skenderovci, nyugatról Donji Čaglić, délről Gornji Čaglić határolja.

## Története
A térség a 16. század közepétől több mint száz évig török uralom alatt állt. A 17. század végétől a török kiűzése után a területre folyamatosan telepítették be a keresztény lakosságot. Első lakói pravoszláv vlach határőrök voltak, akik mellé később horvátokat is telepítettek. Az első katonai felmérés térképén „Dorf Bukovcsany” néven találjuk. Lipszky János 1808-ban Budán kiadott repertóriumában „Bukovcsani” néven szerepel. Nagy Lajos 1829-ben kiadott művében „Bukovcsane” néven összesen 36 házzal, 98 katolikus és 100 ortodox vallású lakossal találjuk.
A településnek 1857-ben 294, 1910-ben 467 lakosa volt. 1910-ben a népszámlálás adati szerint lakosságának 55%-a szerb, 45%-a horvát anyanyelvű volt. A Gradiskai határőrezredhez tartozott, majd a katonai közigazgatás megszüntetése után Pozsega vármegye Pakráci járásának része volt. Az első világháború után 1918-ban az új szerb-horvát-szlovén állam, majd később (1929-ben) Jugoszlávia része lett. 1991-ben lakosságának 74%-a szerb, 21%-a horvát nemzetiségű volt. A délszláv háború során szerb kézen levő települést csak a háború végén foglalták vissza a horvát erők. A szerb lakosság elmenekült. 2011-ben 17 lakosa volt.

## Lakossága
| Lakosság változása | Lakosság változása | Lakosság változása | Lakosság változása | Lakosság változása | Lakosság változása | Lakosság változása | Lakosság változása | Lakosság változása | Lakosság változása | Lakosság változása | Lakosság változása | Lakosság változása | Lakosság változása | Lakosság változása | Lakosság változása |
| ------------------ | ------------------ | ------------------ | ------------------ | ------------------ | ------------------ | ------------------ | ------------------ | ------------------ | ------------------ | ------------------ | ------------------ | ------------------ | ------------------ | ------------------ | ------------------ |
| 1857               | 1869               | 1880               | 1890               | 1900               | 1910               | 1921               | 1931               | 1948               | 1953               | 1961               | 1971               | 1981               | 1991               | 2001               | 2011               |
| 224                | 204                | 182                | 233                | 244                | 299                | 328                | 338                | 277                | 294                | 275                | 210                | 185                | 149                | 36                 | 17                 |